# Amt Schloß Neuhaus
Das Amt Schloß Neuhaus, bis 22. September 1959 Amt Neuhaus, war ein Amt des Kreises Paderborn in Nordrhein-Westfalen, Deutschland mit Sitz in der  Gemeinde Schloß Neuhaus. Seine historischen Vorgänger waren das Küchenamt Neuhaus und der Kanton Neuhaus.

## Geografie
Das Amt Schloß Neuhaus lag im Südosten der Westfälischen Bucht. Im Süden hatte das Amt Anteil an der Hellwegbörde, der sich direkt nördlich die Lippeniederung anschließt. Im Ortszentrum von Neuhaus münden die Alme und die Pader in die Lippe. Den größten Teil des Amtes bedeckte im Osten und Norden die Senne. Dort liegt zwischen Hövelhof und Stukenbrock die Emsquelle.
Beginnend im Osten im Uhrzeigersinn grenzten an das Amt Neuhaus, bezogen auf den Gebietsstand von 1950, die amtsfreie Stadt Bad Lippspringe, das Amt Altenbeken, die amtsfreie Stadt Paderborn und das Amt Kirchborchen (alle Kreis Paderborn), das Amt Salzkotten-Boke (Kreis Büren), das Amt Delbrück (Kreis Paderborn), das Amt Verl (Kreis Wiedenbrück), das Amt Brackwede (Kreis Bielefeld) und der Kreis Detmold.

## Vorgeschichte

### Oberamt und Küchenamt Neuhaus
Im Hochstifts Paderborn war Neuhaus bis zu den Napoleonischen Kriegen Sitz des Oberamtes Neuhaus, welches das Küchenamt Neuhaus, das Küchenamt Boke und das Küchenamt Delbrück umfasste. Zum Küchenamt Neuhaus gehörten die Städte Paderborn, Neuhaus und Salzkotten mitsamt den umliegenden Ortschaften.

### Der Kanton Neuhaus
Nachdem das Gebiet des Hochstifts 1807 an das Königreich Westphalen gefallen war, wurden neue Verwaltungsstrukturen nach französischem Vorbild geschaffen; meistens ohne Berücksichtigung historischer Gebietsgrenzen. Die Gemeinden Elsen, Hövelhof, Neuhaus und Sande wurden zum Kanton Neuhaus zusammengefasst. Im Jahre 1810 hatte der Kanton Neuhaus 4203 Einwohner. Der Kanton gehörte zum Distrikt Paderborn im Departement der Fulda des Königreichs und fiel 1813 an Preußen. 1816 wurde er dem neuen Kreis Paderborn zugeschlagen und bestand in diesem als Verwaltungsbezirk fort. In den Folgejahren wurde manchmal auch der Begriff Bürgermeisterei verwendet. In den 1830er Jahren wechselte die Gemeinde Hövelhof aus dem Verwaltungsbezirk Neuhaus in den Verwaltungsbezirk Delbrück.

## Geschichte
Im Rahmen der Einführung der westfälischen Landgemeinde-Ordnung von 1841 wurden aus den Verwaltungsbezirken unterhalb der Kreisebene, sofern es sich nicht um Städte gemäß der revidierten Städteordnung handelte, Ämter gebildet. Im Kreis Paderborn wurde dadurch aus dem Verwaltungsbezirk Neuhaus das Amt Neuhaus. Das Amt umfasste damit anfänglich die drei Gemeinden Elsen, Neuhaus und Sande. Am 1. Oktober 1895 kamen die Gemeinden Hövelhof und Stukenbrock aus dem Amt Delbrück zum Amt Neuhaus hinzu, das damit fünf Gemeinden umfasste.

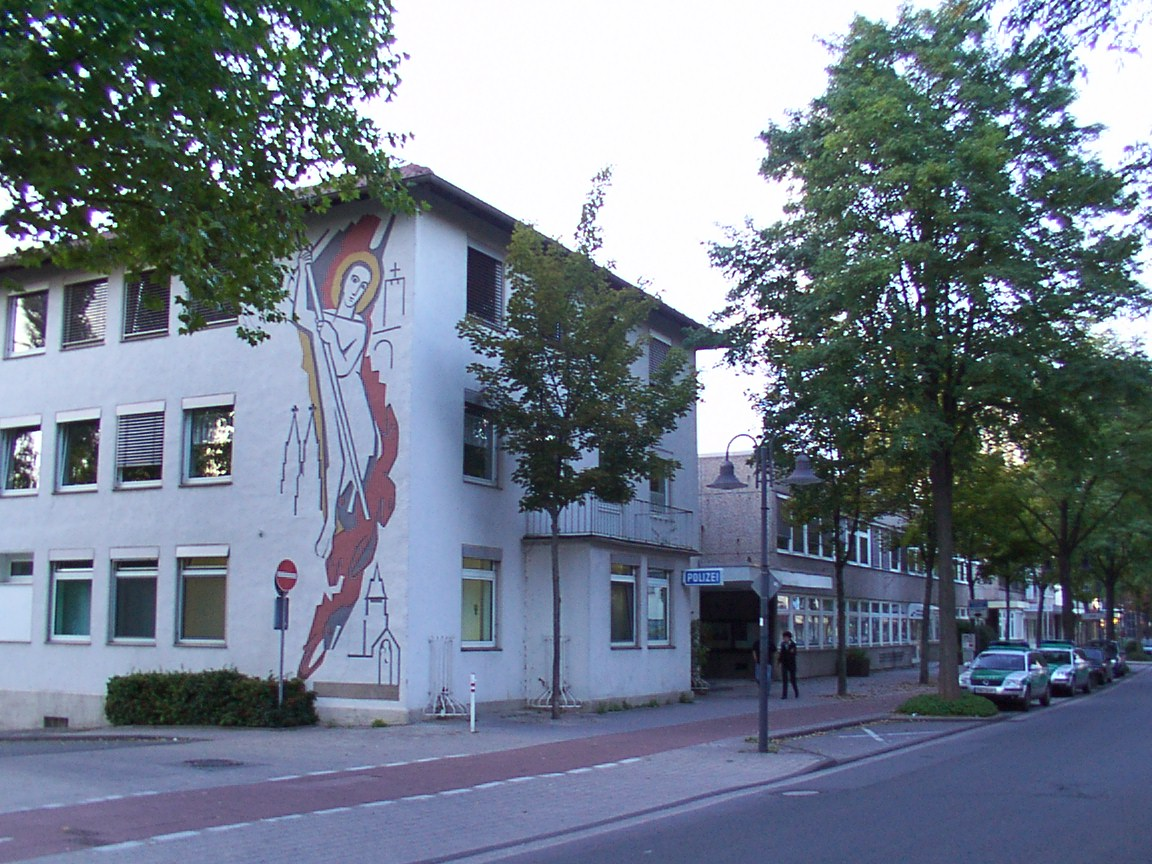
Ehemalige Amtsverwaltung, heute Verwaltungsnebenstelle der Stadtverwaltung Paderborn

Die Gemeinde Neuhaus erhielt im September 1957 nach der Feier des 700-jährigen Bestehens den Namenszusatz Schloß, wodurch sich auch der Name des Amtes in Amt Schloß Neuhaus änderte. Die folgenden Daten stammen vom 6. Juni 1961:
1. Elsen: 20,20 km², 4.895 Ew.
2. Hövelhof: 59,12 km², 7.886 Ew.
3. Sande: 22,75 km², 2.032 Ew.
4. Schloß Neuhaus: 25,70 km², 10.538 Ew.
5. Stukenbrock: 42,68 km², 6.792 Ew.

Gesamtes Amt Schloß Neuhaus: 170,45 km², 32.143 Ew.
Durch das Gesetz zur Neugliederung des Kreises Wiedenbrück und von Teilen des Kreises Bielefeld schied die Gemeinde Stukenbrock zum 1. Januar 1970 aus dem Amt Schloß Neuhaus aus und wurde Teil der neuen Gemeinde Schloß Holte-Stukenbrock im Kreis Bielefeld. Die folgenden Daten stammen vom 27. Mai 1970:
1. Elsen: 20,21 km², 6.314 Ew.
2. Hövelhof: 59,12 km², 9.636 Ew.
3. Sande: 22,76 km², 2.288 Ew.
4. Schloß Neuhaus: 25,70 km², 13.606 Ew.

Gesamtes Amt Schloß Neuhaus: 127,79 km², 31.844 Ew.
Am 1. Januar 1975 trat das Sauerland/Paderborn-Gesetz in Kraft, wodurch das Amt Schloß Neuhaus aufgelöst wurde. Hövelhof wurde um Teile der Gemeinde Ostenland aus dem Amt Delbrück erweitert, während Schloß Neuhaus und Elsen nach Paderborn eingemeindet wurden. Rechtsnachfolgerin des Amtes Schloß Neuhaus ist die Stadt Paderborn.

## Einwohnerentwicklung
| Jahr           | Einwohner | Quelle |
| -------------- | --------- | ------ |
| 001818 1)      | 04.770    | [ 13 ] |
| 00001843 1) 2) | 04.063    | [ 13 ] |
| 00001871 1) 2) | 04.578    | [ 13 ] |
| 1910           | 11.809    | [ 14 ] |
| 1925           | 13.701    | [ 15 ] |
| 1939           | 19.540    | [ 16 ] |
| 1950           | 27.223    | [ 12 ] |
| 1961           | 32.143    | [ 12 ] |
| 001970 1)      | 31.844    | [ 12 ] |